# Asha Haji Elmi

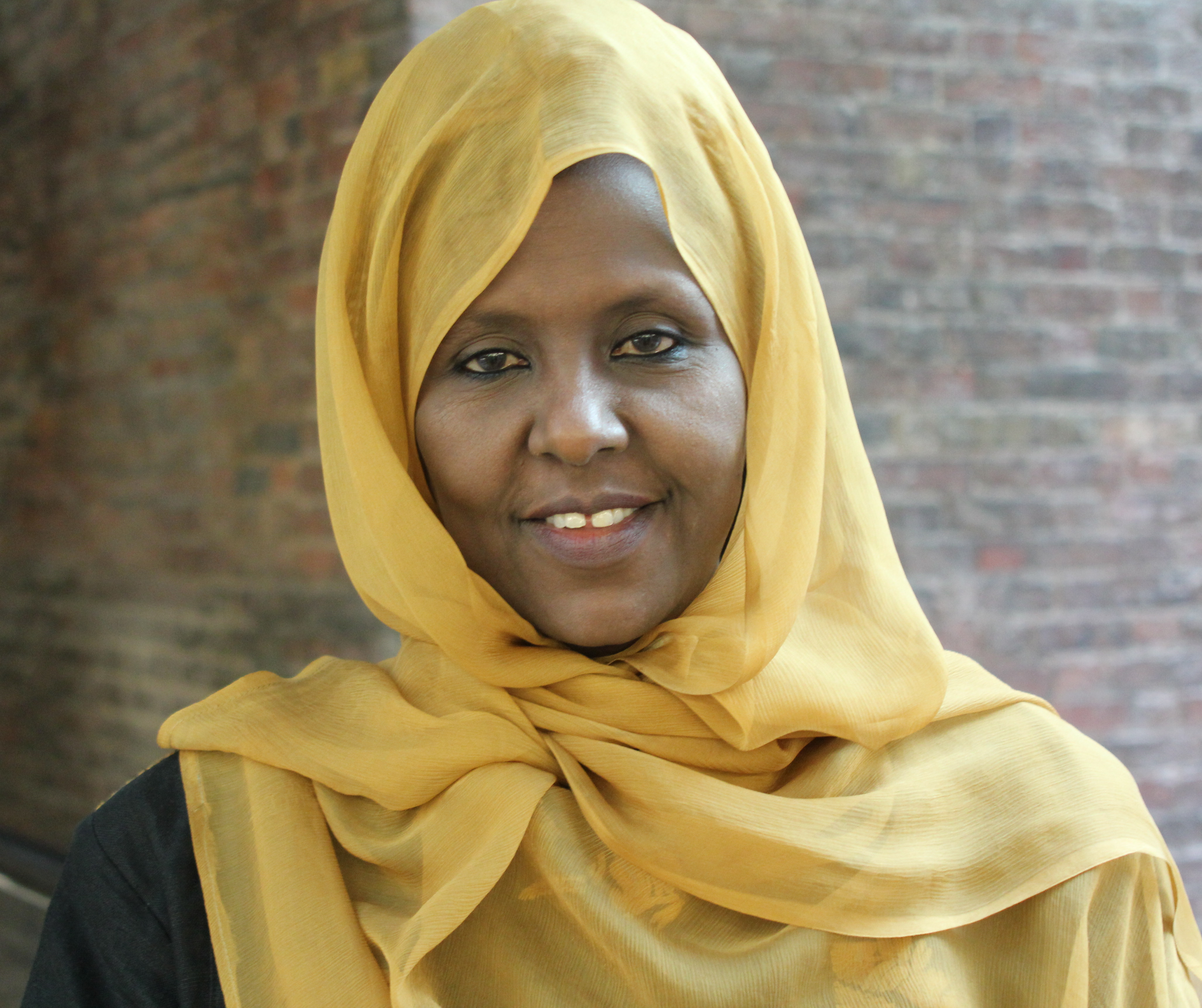
Asha Haji Elmi

Asha Haji Elmi Amin, ibland Asha Hagi (somali: Caasha Xaaji Cilmi), född 1962, är en fredsaktivist och kvinnorättsaktivist i Somalia.
När kvinnor uteslöts från fredsprocessen i Somalia (som innefattade de fem traditionella klanerna), bildade Elmi en "Sjätte klan"-rörelse för att vinna en plats i församlingen. Hon valdes in i republiken Somalias övergångsregering (Transitional Federal Parliament, TFP) den 29 augusti 2004, en plats hon kommer att inneha till 2009.
Elmi ligger också bakom organisationen Save Somali Women and Children (SSWC), som grundades mitt under inbördeskriget i Somalia.
Elmi har fått internationellt erkännande för sin kamp mot kvinnlig könsstympning i Somalia och andra områden i Afrika. Hon reser ofta till högskolor och universitet världen över och föreläser om de politiska villkoren i Somalia, kvinnlig omskärelse och dess påverkan på kvinnor i Somalia.
1 oktober 2008 tillkännagavs att Elmi blev en av fyra mottagare av 2008 års Right Livelihood Award, ett pris på två miljoner som delas mellan mottagarna. Juryns motivering löd: ...for continuing to lead at great personal risk the female participation in the peace and reconciliation process in her war-ravaged country. ("..för att under stora personliga risker ha fortsatt att leda det kvinnliga deltagandet i freds- och försoningsprocessen i sitt krigshärjade land.").